# Дискжокей (фильм)
«Дискжокей» — советский фильм-концерт 1987 года, снятый Борисом Небиеридзе на киностудии имени А. Довженко по сценарию Сергея Иванова.
Премьера состоялась 30 января 1989 года.

## Сюжет
Евгений и Елена встречаются на теплоходе и пытаются осуществить свои мечты о карьере диск-жокея и эстрадной танцовщицы. Во время фестиваля в Одессе они теряют друг друга, но в итоге находятся и признаются в любви.

## В ролях
- Александра Швецова — Елена
- Алексей Весёлкин — Женя
- Игорь Дмитриев
- Наталья Полищук
- Алексей Горбунов

## Съёмочная группа
- Режиссёр: Борис Небиеридзе
- Сценарист: Сергей Иванов
- Операторы: Сергей Стасенко, Виктор Атаманенко
- Художник: Александр Даниленко
- Звукорежиссёр: Георгий Стремовский
- Композиторы: Юрий Володарский, Леонид Волох, Игорь Ганькевич, Сергей Кистеров, Виталий Забенкин, Игорь Мясников, Евгений Лапейко, Евгений Хавтан

## Критика
Я, например, в упор не пойму, на кого же рассчитан фильм, так сказать, концерт «Дискжокей». Нанизанные на нехитрый сюжетец музыкальные номера производят столь удручающее впечатление, что ни Жанна Агузарова, ни натужные восклицания персонажей: «Как интересно!» — спасти положения никак не могут. А когда слышишь с экрана многообещающее «я сейчас покажу, где по-настоящему интересно», уже совсем худо становится в предвкушении обещанного. И не ошибаешься, заполучив такую, допустим, песенку: «Днем и ночью, в дождь и в стужу лава бьет фонтаном вверх, но не страшен этот ужас, мне не страшен, нет!» И ежели кто-то попытается принять содержимое этого шумливого извержения за современную музыку, я ему искренне сочувствую.
— Алексей Ерохин, журнал «Советский экран», №4, 1989